# Nissan 370Z

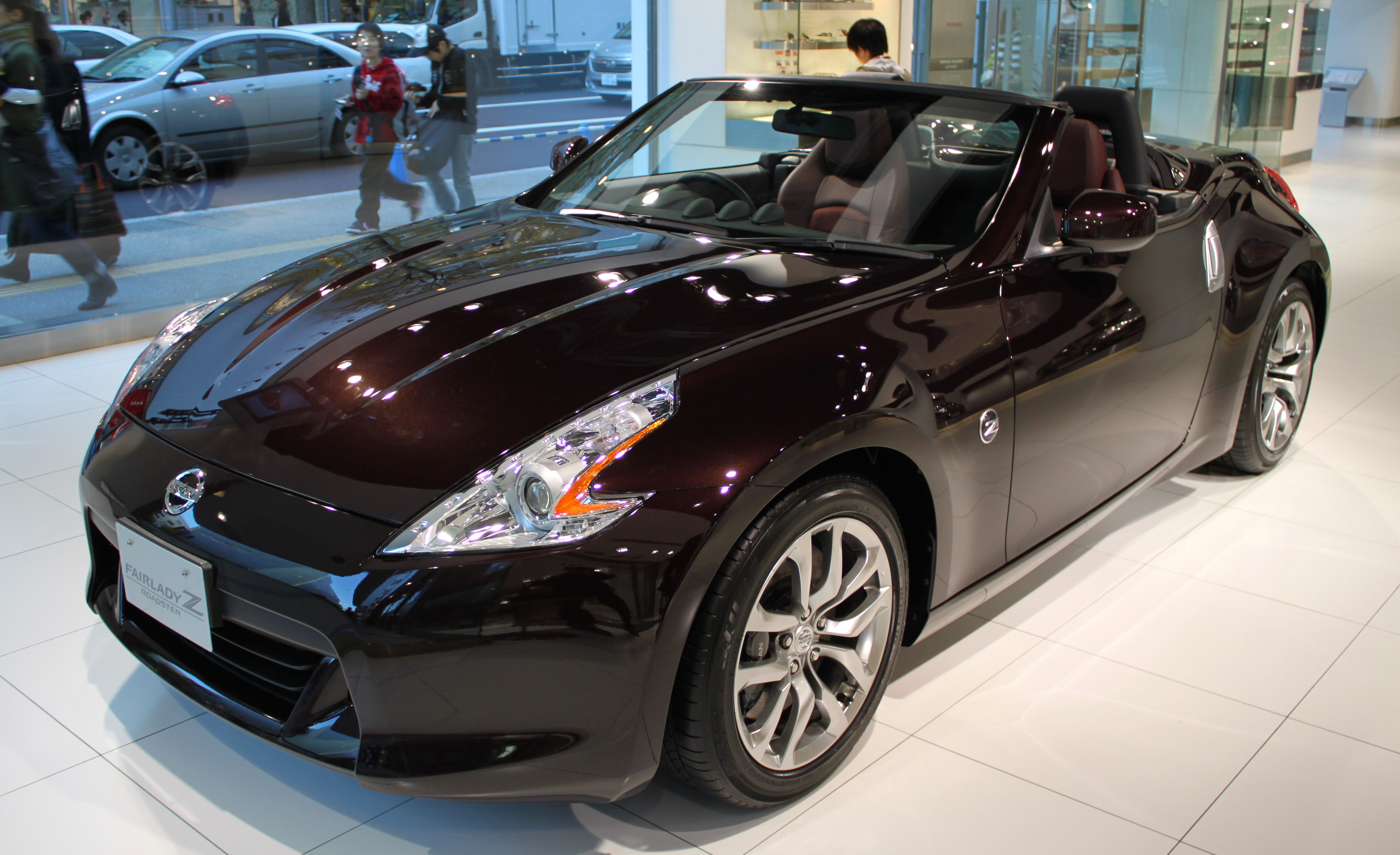
Wersja Roadster

Nissan 370Z – samochód sportowy produkowany przez Nissan Motors. Został zapowiedziany 29 października 2008 roku, zaś jego premierowa prezentacja miała miejsce na 2008 Greater Los Angeles Auto Show. 370Z jest szóstą generacją rodziny modeli Z Nissana, którą zapoczątkował w latach 70. Datsun 240Z.

## Stylistyka
Nissan 370Z jest dwudrzwiowym samochodem sportowym, w którym silnik umieszczony z przodu przekazuje napęd na koła tylne. Samochód utrzymany jest w sportowej stylistyce, podkreśla to długa maska oraz stosunkowo krótka przestrzeń użytkowa, aby podnieść osiągi zrezygnowano tak jak w pozostałych modelach rodziny Z ze znacznej części miejsca w bagażniku. Na zewnątrz samochód wyróżnia lina dachu typowa dla fastbacków, wysoko prowadzona linia przewężenia nadwozia oraz obłe zderzaki.

## Mechanika
Samochód napędzany jest silnikiem VQ37VHR 3,7l DOHC V6 wyposażonym w systemy Variable Valve Event i Lift Control, który generuje moc 332 bhp (248 kW). Moc przenoszona jest na koła tylne poprzez nową, siedmiobiegową, automatyczną skrzynię biegów z manetkami zmiany biegów zamontowanymi pod kierownicą lub przez 6-biegową skrzynię manualną.
W porównaniu z poprzednikiem, 370Z ma 100 mm krótszy rozstaw osi oraz o 69 mm całe nadwozie. Szerokość nadwozia wzrosła o 33 mm, rozstaw kół tylnych o 56 mm, zaś całkowita wysokość nadwozia została zmniejszona o 7,6 mm. Mniejsze wymiary nadwozia w połączeniu z zastosowaniem lekkich materiałów w konstrukcji pozwoliły na zmniejszenie masy pojazdu.

## Model Nismo 2013

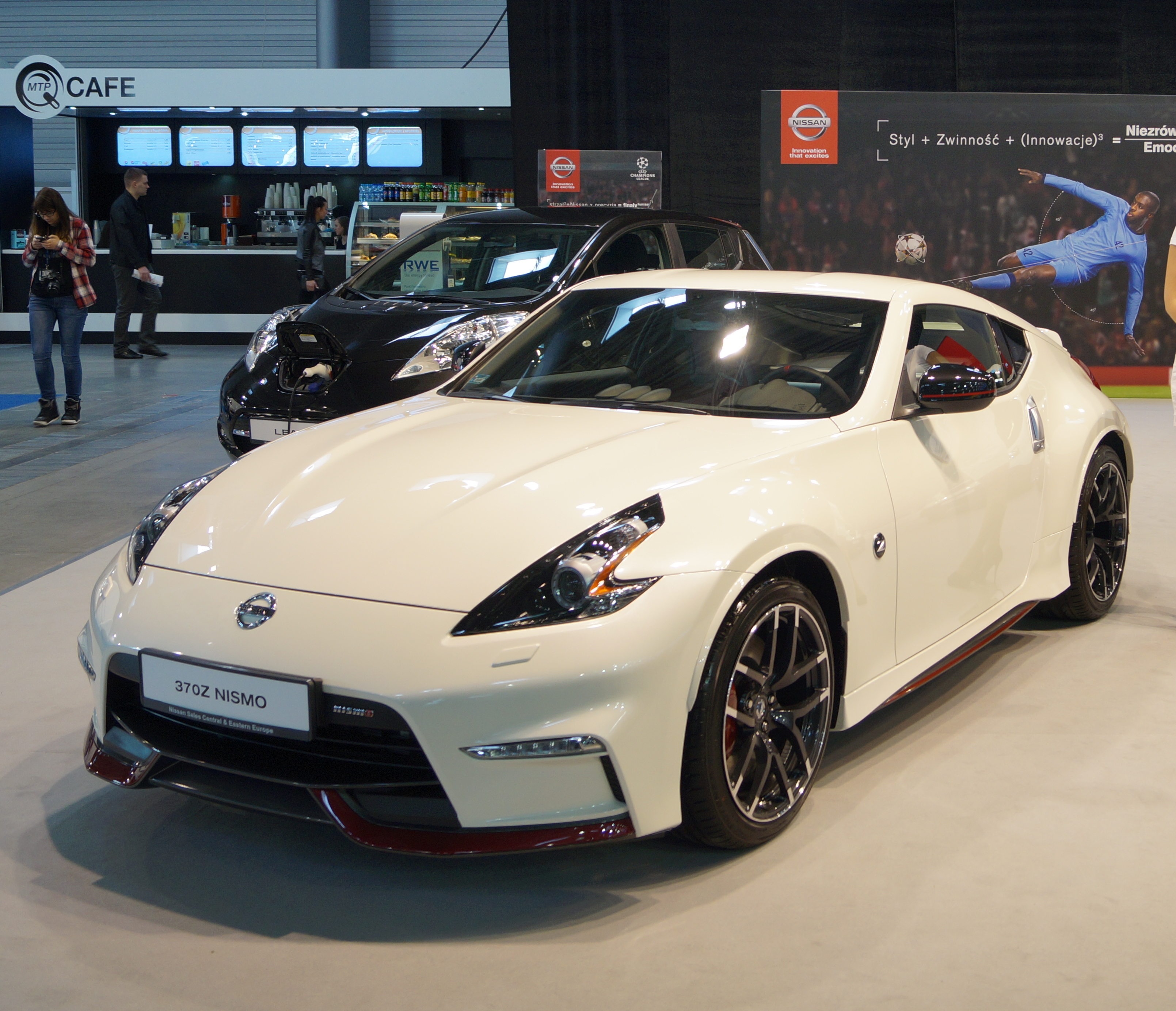
Nissan 370Z Nismo na Motor Show Poznań 2015

Na targach motoryzacyjnych w lutym 2013 roku w Chicago odbyła się premiera Nissana 370Z Nismo (skrót od Nissan Motorsports - oficjalny tuner Nissana). W tym samym roku w Europie zostaje rozpoczęta oficjalna sprzedaż tego modelu. Uznaje się to za początek programu wprowadzania na rynek europejski usportowionych wersji standardowych samochodów Nissana (przypomnijmy, że model 370Z Nismo wszedł na rynek europejski równolegle z modelem Juke Nismo). Różnice w stosunku do standardowego Nissana 370Z są następujące:
-przewody hamulcowe w stalowym oplocie (wspólne z modelem GT-R 35)
-płyn hamulcowy o zwiększonej tolerancji wyższych temperatur (wspólne z modelem GT-R 35)
-obniżone zawieszenie o 10 mm
-twardsze amortyzatory (23% - przód; 41% - tył)
-twardsze przednie sprężyny o 14%
-pakiet aerodynamiczny (dokładka z przodu, progi, dyfuzor, spoiler)
-kute felgi aluminiowe japońskiej firmy RAYS sygnowane przez Nismo (19x9.5 cala - przód, 19x10.5 cala - tył)
-opony Bridgestone Potenza S001 (245/40 - przód, 285/35 - tył)
-zmiany wewnątrz kabiny (obrotomierz Nismo, kierownica częściowo obszyta Alcantarą, fotele Nismo, przeszycia detali czerwoną nicią)
-nowa mapa silnika
-końcowy tłumik układu wydechowego Nismo (końcówki wydechu zwiększone do średnicy 100 mm)
Ostatnie dwie zmiany skutkowały przyrostem mocy o 16 KM (344 KM) oraz momentu obrotowego o 8 Nm (371 Nm). Czas przyspieszenia 0-100 km/h podawany przez producenta to 5,2 s. Prędkość maksymalna ograniczona jest elektronicznie do 250 km/h. Wersja Nismo jest oferowana wyłącznie w 6-biegowej manualnej skrzyni biegów, trzech kolorach (Biała Perła, Jasny Srebrny, Diamentowa Czerń) oraz tylko w nadwoziu typu coupé.
W sierpniu 2014 roku samochód przeszedł face-lifting. Zmieniła się przednia część nadwozia (pojawił się nowy zderzak ze światłami dziennymi) i tylna (zderzak i spojler). We wnętrzu nowe są skorupowe fotele Recaro i tapicerka wykonana ze skóry i Alcantary. Modyfikacji poddano również nastawy tylnego zawieszenia.

## Specyfikacje
|                 | 2009                                                                         |
| --------------- | ---------------------------------------------------------------------------- |
| Dostępne opcje  | Coupé, Roadster, Nismo                                                       |
| Napęd           |                                                                              |
| Silnik          | VQ37VHR 3,7l V6 331 KM (243 kW) przy 7000 obr./min 370 Nm przy 5200 obr./min |
| Skrzynia biegów | 7-biegowa automatyczna 6-biegowa manualna z systemem SynchroRev Match        |
| Wymiary         |                                                                              |
| Masa            | 1466 kg                                                                      |
| Rozstaw osi     | 2550 mm                                                                      |
| Długość         | 4250 mm                                                                      |
| Szerokość       | 1850 mm                                                                      |
| Wysokość        | 1320 mm                                                                      |

## Nissan 370Z w kulturze masowej
Nissan 370Z występuje w grach z serii Need for Speed: Need for Speed: Undercover wydane 18 listopada 2008,  Need for Speed: Shift wydane 15 września 2009, Need for Speed: Hot Pursuit wydane 16 listopada 2010, Need for Speed: Shift 2 Unleashed wydane 29 marca 2011 oraz w Need for Speed: The Run wydane 15 listopada 2011.
Ponadto japoński samochód pojawił się w grze Driver: San Francisco, Test Drive Unlimited 2 oraz The Crew.